# معبد شیطانی
معبد شیطانی یک نهاد خدا ناباور و یک گروه فعال سیاسی مستقر در شهر سلیم در ایالت ماساچوست است. این معبد دارای چندین شعبه است، که بزرگترین گروه در دیترویت میشیگان قرار دارد. این گروه با استفاده از مفهوم شیطان برای ترویج مساوات خواهی، عدالت اجتماعی و جدایی کلیسا و دولت در تلاش است. مأموریت این سازمان «تشویق به خیرخواهی و همدلی در میان همه مردم» عنوان شده‌است. این گروه توسط لوسین گریوز (سخنگوی سازمان) و مالکوم جری تأسیس شده است. معبد شیطانی با استفاده از هجو دین، تئاتر و اقدامات قانونی خود در مبارزات انتخاباتی «مردم را به ارزیابی مجدد ترس‌ها و باورهای مذهبی فراخوانده» و «آزادی مذهبی» را تشویق می‌کند.
این سازمان به صورت فعالی در مسائل عمومی مهم و اقدامات سیاسی مشارکت دارد و تلاش می‌کند تا با لابی کردن بر جدایی کلیسا از دولت تمرکز کند و با استفاده از هجو مقولات دینی در برابر امتیازات مسیحی که با آزادی‌های مذهبی مغایر است مبارزه کند. این سازمان باور دارد که ازدواج یک سوگند مذهبی است و بنابراین قوانین مربوط به آن باید بر اساس متمم اول قانون اساسی آمریکا (که مربوط به حفاظت از آزادی‌های مذهبی است) مدیریت شود و نه با استفاده از قوانین ایالتی. این گروه حق تمامیت کنترل بر بدن را به عنوان یکی از کلیدی‌ترین محورهای گفتگوی خود می‌داند و بنابراین تمام محدودیت‌های وارد بر سقط جنین از جمله اجباری شدن دوره انتظار را ناقض حقوق شیطان‌پرستان می‌داند.
بنا بر گفته سخن گویان معبد شیطان، این نهاد به شیطان با نیروهای خارق‌العاده باوری ندارد. معبد با استفاده از کلمهٔ شیطان به ترویج شک و تردید عقلانی در امور مذهبی می‌پردازد. در نتیجه شیطان به عنوان یک نماد به نمایندگی از "شورشی ابدی" در برابر قدرت و هنجارهای اجتماعی استفاده می‌شود.
بنا بر آنچه که کلیسای شیطان اظهار می‌کند نهادی تحت عنوان معبد شیطانی (TST) با بهره برداری از عناوین و نمادها و تصاویر مربوط به شیطان‌پرستی سعی دارد در رسانه های عمومی، خود را یک نهاد شیطان‌پرست معرفی کند.
در سال ۲۰۱۳ میلادی قرار بود فیلمی با نام معبد شیطانی برای استهزاء یک دین جعلی ساخته شود و لوسین گریوز بنیانگذار معبد شیطانی که اکنون خود را سخنگوی آن معرفی می‌کند نامش در لیست بازی گردانان فیلم بوده و یک ویدئو از آن فیلم، تصویر بازیگرانی را نشان می‌داد که در یک تظاهرات نمایشی و جعلی سیاسی شرکت کرده بودند.
چنانچه خود لوسین گریوز اظهار می‌کند وی به یک شیطان واقعی باور داشته و برخلاف شیطان‌گرایی‌لاویایی که شیطان را از جنبه نمادین آن ستایش می‌کند، آنچه معبد شیطان به آن باور دارد شیطان حقیقی است و از این جهت تفاوت بارزی با تفکر لاویایی دارد.»